# Гай Валерий Пудент
Гай Валерий Пудент (на латински: Gaius Valerius Pudens) е политик, сенатор и суфектконсул на Римската империя. Произлиза от Cuicul (днес Джемила в Северен Алжир) в римската провинция Нумидия и е от знатния римски род Валерии.
По времето на император Септимий Север (193 г.) той става управител (legatus Augusti pro praetore) на Долна Панония. Преди 197 г., вероятно през 194 г., е суфектконсул и след това през 197 – 198 г. консулски управител на Долна Германия. От 202 до 205 г. той е управител на римската провинция Британия. На този пост сменя Вирий Луп (197 – 202). Управлява провинцията до 205 г., когато е сменен от Луций Алфен Сенецион (205 – 207) г.
През 210/211 г. е проконсул на Африка. Тертулиан пише, че той се отнася добре с християните в Африка. Вероятно е римски управител (legatus Augusti pro praetore Thraciae) на провинция Тракия по времето на август Каракала през 213 – 216 г. според непълен надпис от с. Исперихово.